# Ferdinand VI.
Ferdinand VI. (španělsky Fernando VI de Borbón), 23. září 1713, Madrid, Španělsko – 10. srpna 1759, Villaviciosa de Odón), zvaný Moudrý nebo Spravedlivý, španělský král od roku 1746 do roku 1759, čtvrtý syn Filipa V. a jeho první ženy Marie Luisy Savojské. V roce 1729 se oženil v katedrále sv. Jana Křtitele v Badajozu s Marií Barbarou z Braganzy, jež pak byla španělskou královnou do své smrti v roce 1758.

## Panování
Když Ferdinand v roce 1746 nastoupil na trůn, bylo Španělsko účastníkem válek o rakouské dědictví, které záhy poté, v roce 1748, skončily mírem z Cách (Aachen); zde všechny zúčastněné evropské mocnosti potvrdily pragmatickou sankci. Španělsku nepřinesly žádný benefit. Svou vládu začal Ferdinand eliminací vlivu královny vdovy Alžběty (Isabely) Farnese a skupiny italských dvořanů, jejímž byla středem. Poté, co se stabilizovala mírová situace v zemi, snažil se král realizovat politiku neutrality a míru se zahraničím, aby získal prostor k realizaci vnitřních reforem. Jejich novými protagonisty byli frankofil markýz de la Ensenada a José de Carvajal y Lancaster, stranící naopak dohodě s Velkou Británií. Zápas mezi nimi skončil v roce 1754 smrtí Carvajalovou a pádem Ensenady; novou silnou osobností monarchie se stal Ricardo Wall.
30. srpna 1749 schválil Ferdinand tvrdé stíhání cikánů, známé jako Velká razie (Gran Redada de Gitanos), s cílem zajistit je a následně vymýtit ve svém království.
Nařízením z 2. července 1751 zakázal svobodné zednářství.

### Projekty markýze de Ensenada
Nejdůležitějším činem po dobu vlády Ferdinanda VI. bylo povýšení markýze de Ensenada, sekretáře (ministra) financí, námořnictví a Indie. Navrhl účast státu na modernizaci země. Pro to bylo nutné udržet si silné postavení v zahraničních vztazích, neboť Francie i Velká Británie chtěly alianci se Španělskem, Velká Británie ovšem bez odstoupení Gibraltaru. Uvažoval se také tajný plán Velké razie se záměrem uvěznit všechny cikány v království.
Mezi Ensenadovy projekty náleží:
- Nový model financí, navržený v roce 1749. Předpokládal nahradit tradiční daně daní jednotnou, jež by zatížila každého poplatníka podle jeho ekonomické kapacity. Navrhl rovněž redukci ekonomické subvence státu stavům a armádě. Opozice šlechty ho však přiměla projekt opustit.
- Vytvoření Giro real v roce 1752 – banky k podpoře převodů státních i privátních mimo Španělsko. Všechny operace směny se zahraničím tak zůstaly v rukou královských financí, přinášejíce státu prospěch. Tuto banku lze považovat za předchůdce Banco de San Carlos, jež vznikla za panování krále Karla III.
- Pobídka americkému obchodu, jež se snažila odstranit monopolní postavení Indie a eliminovat nespravedlivosti koloniálního obchodu. Tak se dávala přednost lodím z registru v systému loďstva. Nový systém spočíval v podpoře lodí, aby španělská plavidla s předchozím oprávněním mohla volně obchodovat s Amerikou. To zvýšilo příjmy a minimalizovalo daňové podvody. Přesto tento systém vyvolal mnoho protestů obchodníků v privátním sektoru.
- Modernizace námořnictva. Podle Ensenady silné námořnictvo bylo základem moci říše se zámořskými državami a s aspiracemi na respekt Francie a Velké Británie. Proto zvýšil rozpočet a rozšířil kapacitu loděnic v Cádizu, Ferrolu, Cartageně a Havaně, což bylo východiskem námořní moci Španělska v 18. století.
- Vztahy s církví, které byly velmi napjaté od počátku panování Filipa V. kvůli papežovu uznání Karla VI. králem Španělska. Udržovala se politika realistická, sledující cíle jak fiskální, tak politické, jejímž zdárným výsledkem byl konkordát z roku 1753. Díky němu byl od papeže Benedikta XIV. získán tzv. Patronato Universal, právo, které znamenalo důležité ekonomické požitky a velkou kontrolu kléru.
- Kulturní rozkvět – založení Real Academia de Bellas Artes de San Fernando (Královská akademie krásných umění sv. Ferdinanda) v roce 1752.

### Zahraniční politika Carvajalova

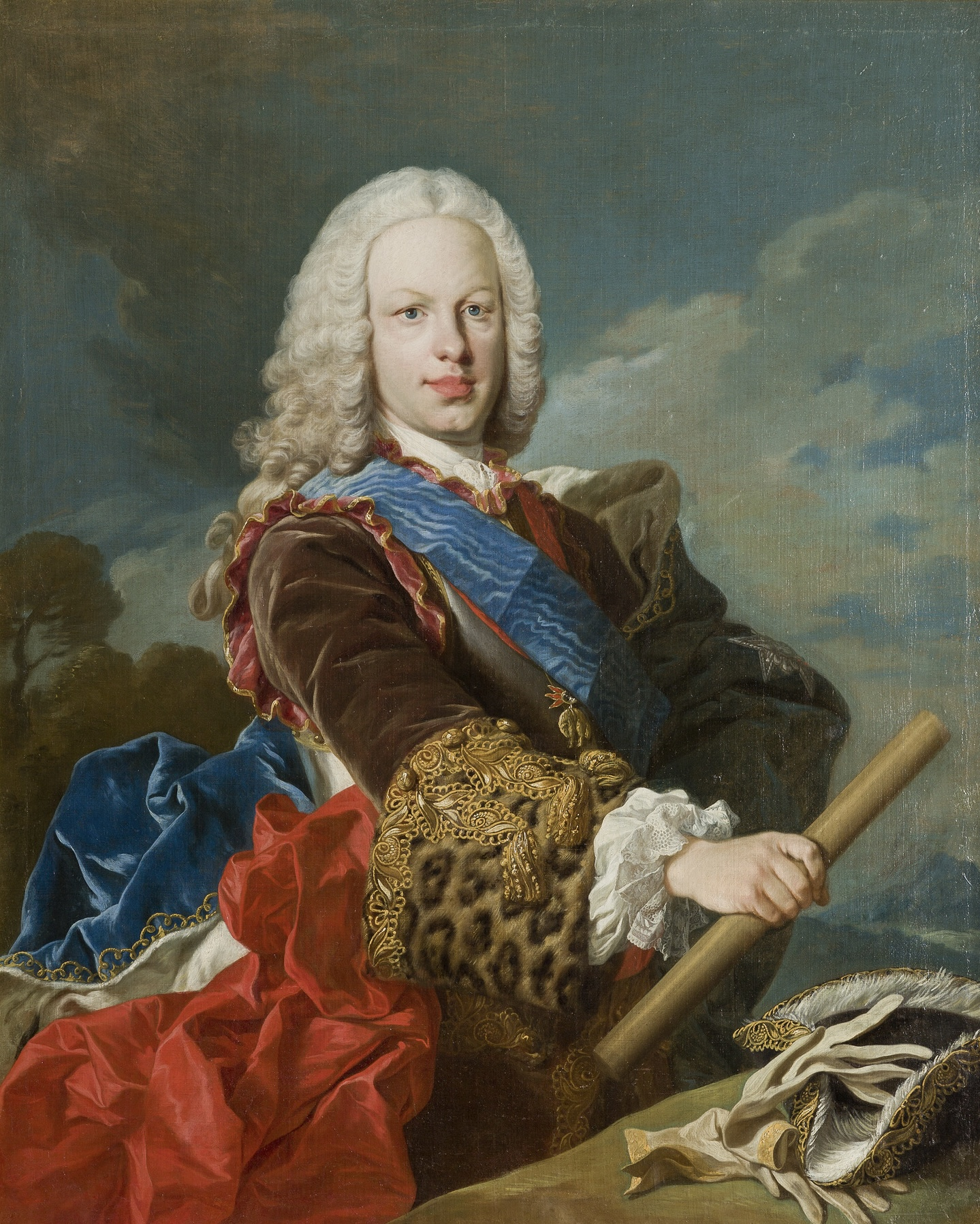
Ferdinand VI.

Během válek o rakouské dědictví a sedmileté války Španělsko posílilo svou vojenskou moc.
Hlavním konfliktem bylo střetnutí s Portugalskem kvůli kolonii Sacramento (část Uruguaye, odkud proudil britský kontraband přes Río de la Plata). José Carvajal dosáhl v roce 1750 podepsáním Madridské smlouvy toho, že Portugalsko se této kolonie vzdalo za volnou plavbu po Río de la Plata. Na oplátku Španělsko postoupilo Portugalsku dvě oblasti na brazilské hranici, jednu v Amazonii a druhou na jihu, kde se nacházelo šest ze třiceti jezuitských misií věnujících se indiánům Guaraní. Španělé museli jezuitské misionáře vyhnat, což vyprovokovalo střetnutí s indiány Guaraní, které trvalo jedenáct let. Tento konflikt vyvolal krizi na španělském dvoře. Markýz Ensenada, příznivce jezuitů, a padre Francisco Rábago y Noriega, králův zpovědník a člen Tovaryšstva Ježíšova, byli sesazeni a obviněni z maření dohod s Portugalskem.

### Manželství

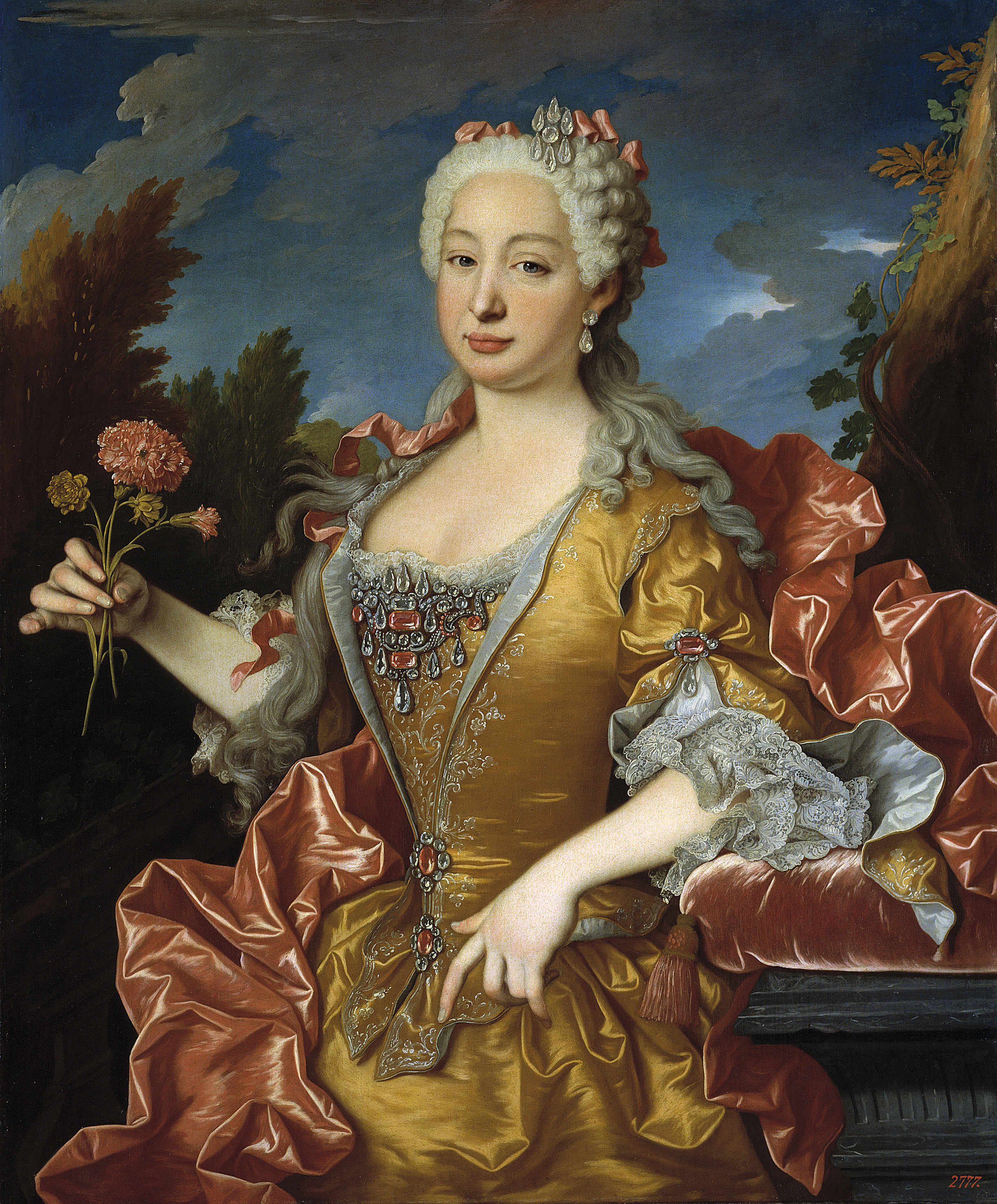
Marie Barbara z Braganzy

V roce 1729, ve svých 16 letech, se Ferdinand v Badajozu oženil s Marií Barbarou z Braganzy, dcerou portugalského krále Jana V. Portugalského, o dva roky starší vzdělanou a kultivovanou ženou příjemného vzhledu a milé povahy, velkou milovnicí hudby. Ferdinand sdílel její vášeň pro hudbu, vzniklo mezi nimi hluboké pouto a lze říci, že se Ferdinand a Barbara hluboce milovali. Po dobu vlády Ferdinandova otce Filipa V. žili podle vůle Filipovy druhé manželky Alžběty Farnese izolovaně od dvora.
Barbařin bratr Josef, následník portugalského trůnu, se oženil s Ferdinandovou nevlastní sestrou infantkou Marianou Viktorií.
Když v roce 1746 Ferdinand nastoupil po smrti svého otce na španělský trůn, Barbara hrála u dvora důležitou roli, především jako prostředník mezi portugalským králem a svým manželem.

### Poslední léta
27. srpna 1758 zemřela po dlouhé agonii v Aranjuezu Ferdinandova manželka, královna Marie Barbara, což způsobilo i silné zhoršení zdravotního stavu krále samotného (král i královna byli oba těžce nemocní) a vyvolalo u něho šílenství. Poslední dobu svého života strávil v odloučení od světa v hradu Villaviciosa de Odón, kde zemřel 10. srpna roku 1759, téměř na rok přesně od smrti své milované ženy. Místo posledního odpočinku nalezli oba v kostele sv. Barbory v Madridu. Jejich náhrobek navrhl Francesco Sabatini a z mramoru a porfyru realizoval Francisco Gutiérrez Arribas.
Protože královský pár neměl vlastních potomků, stal se následníkem Ferdinanda VI. jeho nevlastní (poloviční) bratr Karel III., syn Filipa V. a jeho druhé ženy Alžběty Farnese.

## Vývod z předků
|               |                                |  |                   |                            |  |  |  |  |  |  |  | Ludvík XIII. |
|               |                                |  |                   |                            |  |  |  |  |  |  |  |              |
|               | Ludvík XIV.                    |  |                   |                            |  |  |  |  |  |  |  |              |
|               |                                |  |                   |                            |  |  |  |  |  |  |  |              |
|               |                                |  |                   | Anna Rakouská              |  |  |  |  |  |  |  |              |
|               |                                |  |                   |                            |  |  |  |  |  |  |  |              |
|               | Ludvík Francouzský             |  |                   |                            |  |  |  |  |  |  |  |              |
|               |                                |  |                   |                            |  |  |  |  |  |  |  |              |
|               |                                |  |                   | Filip IV. Španělský        |  |  |  |  |  |  |  |              |
|               |                                |  |                   |                            |  |  |  |  |  |  |  |              |
|               | Marie Tereza Habsburská        |  |                   |                            |  |  |  |  |  |  |  |              |
|               |                                |  |                   |                            |  |  |  |  |  |  |  |              |
|               |                                |  |                   | Izabela Bourbonská         |  |  |  |  |  |  |  |              |
|               |                                |  |                   |                            |  |  |  |  |  |  |  |              |
|               | Filip V. Španělský             |  |                   |                            |  |  |  |  |  |  |  |              |
|               |                                |  |                   |                            |  |  |  |  |  |  |  |              |
|               |                                |  |                   | Maxmilián I. Bavorský      |  |  |  |  |  |  |  |              |
|               |                                |  |                   |                            |  |  |  |  |  |  |  |              |
|               | Ferdinand Maria Bavorský       |  |                   |                            |  |  |  |  |  |  |  |              |
|               |                                |  |                   |                            |  |  |  |  |  |  |  |              |
|               |                                |  |                   | Marie Anna Habsburská      |  |  |  |  |  |  |  |              |
|               |                                |  |                   |                            |  |  |  |  |  |  |  |              |
|               | Marie Anna Bavorská            |  |                   |                            |  |  |  |  |  |  |  |              |
|               |                                |  |                   |                            |  |  |  |  |  |  |  |              |
|               |                                |  |                   | Viktor Amadeus I. Savojský |  |  |  |  |  |  |  |              |
|               |                                |  |                   |                            |  |  |  |  |  |  |  |              |
|               | Jindřiška Adéla Marie Savojská |  |                   |                            |  |  |  |  |  |  |  |              |
|               |                                |  |                   |                            |  |  |  |  |  |  |  |              |
|               |                                |  |                   | Kristina Bourbonská        |  |  |  |  |  |  |  |              |
|               |                                |  |                   |                            |  |  |  |  |  |  |  |              |
| Ferdinand VI. |                                |  |                   |                            |  |  |  |  |  |  |  |              |
|               |                                |  |                   |                            |  |  |  |  |  |  |  |              |
|               |                                |  | Viktor Amadeus I. |                            |  |  |  |  |  |  |  |              |
|               |                                |  |                   |                            |  |  |  |  |  |  |  |              |
|               | Karel Emanuel II. Savojský     |  |                   |                            |  |  |  |  |  |  |  |              |
|               |                                |  |                   |                            |  |  |  |  |  |  |  |              |
|               |                                |  |                   | Kristina Bourbonská        |  |  |  |  |  |  |  |              |
|               |                                |  |                   |                            |  |  |  |  |  |  |  |              |
|               | Viktor Amadeus II.             |  |                   |                            |  |  |  |  |  |  |  |              |
|               |                                |  |                   |                            |  |  |  |  |  |  |  |              |
|               |                                |  |                   | Karel Amadeus Savojský     |  |  |  |  |  |  |  |              |
|               |                                |  |                   |                            |  |  |  |  |  |  |  |              |
|               | Marie Johanna Savojská         |  |                   |                            |  |  |  |  |  |  |  |              |
|               |                                |  |                   |                            |  |  |  |  |  |  |  |              |
|               |                                |  |                   | Alžběta de Bourbon         |  |  |  |  |  |  |  |              |
|               |                                |  |                   |                            |  |  |  |  |  |  |  |              |
|               | Marie Luisa Savojská           |  |                   |                            |  |  |  |  |  |  |  |              |
|               |                                |  |                   |                            |  |  |  |  |  |  |  |              |
|               |                                |  |                   | Ludvík XIII.               |  |  |  |  |  |  |  |              |
|               |                                |  |                   |                            |  |  |  |  |  |  |  |              |
|               | Filip I. Orleánský             |  |                   |                            |  |  |  |  |  |  |  |              |
|               |                                |  |                   |                            |  |  |  |  |  |  |  |              |
|               |                                |  |                   | Anna Rakouská              |  |  |  |  |  |  |  |              |
|               |                                |  |                   |                            |  |  |  |  |  |  |  |              |
|               | Anna Marie Orleánská           |  |                   |                            |  |  |  |  |  |  |  |              |
|               |                                |  |                   |                            |  |  |  |  |  |  |  |              |
|               |                                |  |                   | Karel I. Stuart            |  |  |  |  |  |  |  |              |
|               |                                |  |                   |                            |  |  |  |  |  |  |  |              |
|               | Henrietta Anna Stuartovna      |  |                   |                            |  |  |  |  |  |  |  |              |
|               |                                |  |                   |                            |  |  |  |  |  |  |  |              |
|               |                                |  |                   | Henrietta Marie Bourbonská |  |  |  |  |  |  |  |              |
|               |                                |  |                   |                            |  |  |  |  |  |  |  |              |